# Richard Bathurst
Richard Bathurst (* 1722/23; † 1762) war ein englischer Arzt und Schriftsteller.
Er arbeitete unter anderem bei der von John Hawkesworth herausgegebenen Zeitschrift The Adventurer mit, die von November 1752 bis März 1754 erschien. Er war auch mit Samuel Johnson, dem Herausgeber der Zeitschrift The Rambler, befreundet.